# Scaphopetalum macranthum
Scaphopetalum macranthum är en malvaväxtart som beskrevs av Karl Moritz Schumann. Scaphopetalum macranthum ingår i släktet Scaphopetalum och familjen malvaväxter. Inga underarter finns listade i Catalogue of Life.